# تصميم المبنى

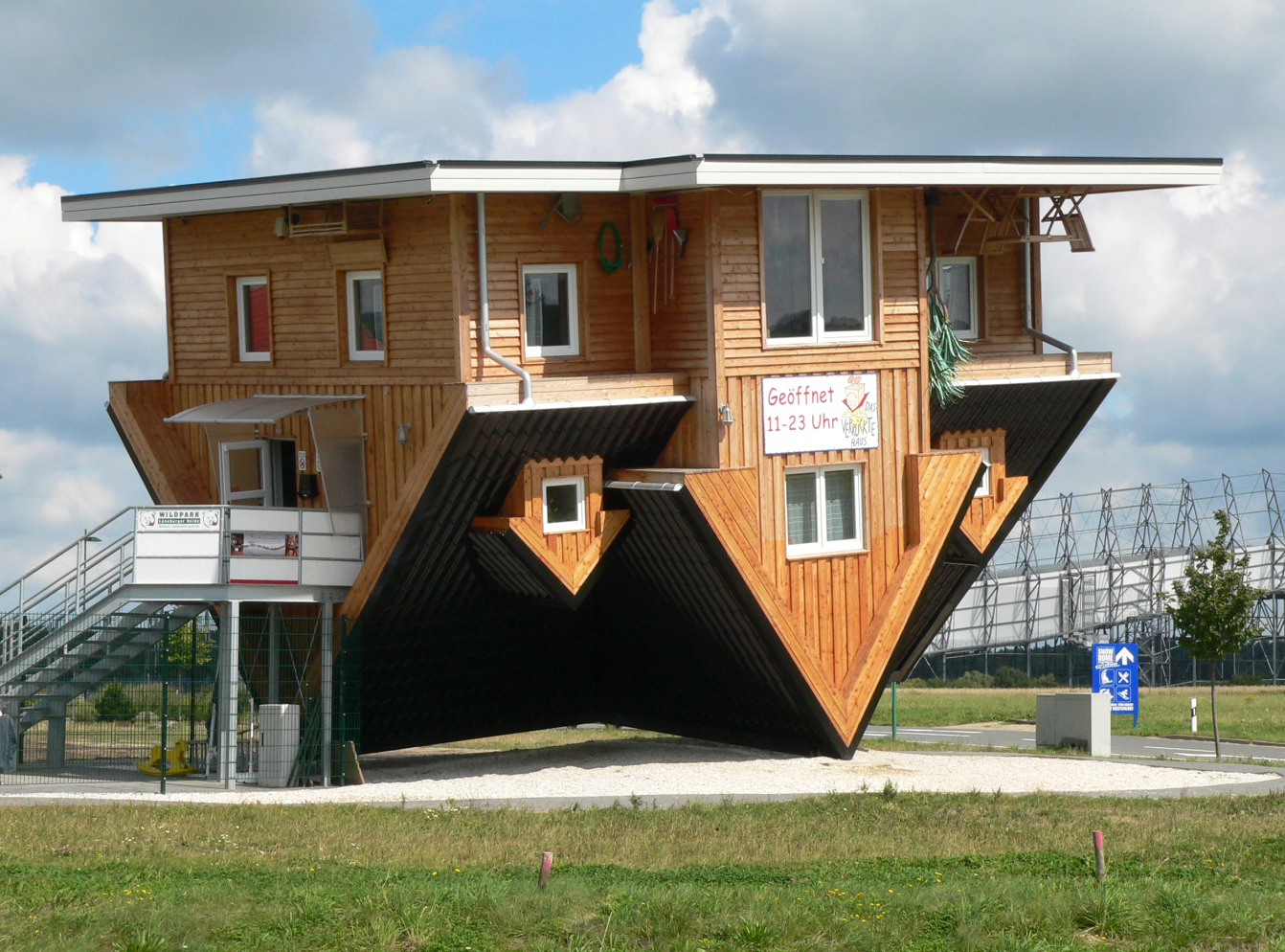
المبني المصمم رأساً على عقب في ألمانيا.

تصميم المباني يشير إلى التطبيقات المعمارية والهندسية والتقنية ذات القاعدة العريضة الخاصة بتصميم المباني. تتطلب جميع مشاريع البناء خدمات مصمم المبنى، وعادة ما يكون مهندس معماري مرخص أو مصمم إنشائي. وغالبا لا تتطلب المشاريع الأصغر حجما والأقل تعقيدا المهنيين المرخص لهم، وغالبا ما يضطلع بتصميم هذه المشاريع من قبل مصممي المباني، أو المسودين، أو مصممي الديكور الداخلي (للتجهيزات الداخلية أو التجديدات)، أوالمقاولين. أما مشاريع البناء الأكبر والأكثر تعقيدا تتطلب خدمات العديد من المهنيين المدربين في التخصصات المتخصصة، وعادة ما يتم تنسيقها من قبل مهندس معماري.

## المهن

### المعماري
المهندس المعماري هو شخص مدرب على التخطيط والتصميم والإشراف على تشييد المباني. من الناحية المهنية، فإن قرارات المهندس المعماري تؤثر على السلامة العامة، وبالتالي المهندس المعماري يجب أن يخضع لتدريب متخصص يتكون من التعليم المتقدم والتدريب العملي (أو فترة التدريب) للحصول على الخبرة العملية لكسب ترخيص لممارسة الهندسة المعمارية. في معظم النطاقات القضائية في العالم، الاستخدام المهني والتجاري لمصطلح «المهندس المعماري» محمي قانونيا.

### مهندسو الإنشاء
هندسة البناء عادة ما تشمل خدمات المهندسين الكهربائيين والميكانيكيين والإنشائيين.

### الرسام الصناعي (الموثق)
الرسام الصناعي أو الموثق هو الشخص الذي حصل على شهادة أو دبلوم في الصياغة المعمارية (أو ما يعادلها من التدريب)، فهو يقدم خدمات تتعلق بإعداد وثائق البناء بدلا من تصميم المباني. ويتم توظيف الموثقين من قبل شركات التصميم المعماري ومقاولي المباني، في حين أن آخرين يعملون لحسابهم الخاص.

### مصمم مباني
في العديد من الأماكن، تسمح قوانين البناء وتشريعات المهن للأشخاص بتصميم المباني السكنية العائلية الواحدة وفي بعض الحالات المباني التجارية الخفيفة دون ترخيص معماري. على هذا النحو، «مصمم البناء» هو تسمية مشتركة في الولايات المتحدة وكندا وأماكن أخرى للشخص الذي يقدم خدمات تصميم المباني ولكن ليس مهندس معماري مرخص أومهندس.
يجوز لأي شخص استخدام عنوان «مصمم المبنى» بأوسع معانيه. في العديد من الأماكن، قد يحصل مصمم المبنى على شهادة تثبت مستوى أعلى من التدريب. في الولايات المتحدة، المجلس الوطني لشهادة مصمم المباني، وهو فرع من المعهد الأمريكي لتصميم المباني، يدير برنامجا يمنح لقب مصمم مباني مهني معتمد (CPBD). وفي معظم الحالات، يتم تدريب مصممي المباني على أنهم تقنيون معماريون أو موثقون؛ قد يكونون أيضا من خريجي مدارسالهندسة المعمارية الذين لم يكملوا متطلبات الترخيص.
يعرف العديد من مصممي المباني بـ«مصممي السكن» أو «مصممي المنازل»، لأنهم يركزون بشكل أساسي على التصميم السكني وإعادة التأهيل. في ولاية نيفادا الأمريكية، «المصمم السكني» هو مصطلح منظم لأولئك المسجلين على هذا النحو تبعاً لمجلس الولاية للعمارة والتصميم الداخلي والتصميم السكني لولاية نيفادا، ولا يجوز للمرء أن يمثل نفسه بصفة مهنية دون أن تكون مسجلة في وقتها الحالي.
في أستراليا حيث استخدام مصطلح المهندس المعماري وبعض المشتقات يعتبر مقيد للغاية إلا أن التصميم المعماري للمباني لديه قيود قليلة جدا في ذلك المكان، مصطلح مصمم البناء يستخدم على نطاق واسع ليشير للأشخاص أو ممارسي التصميم الذين لم يتم تسجيلهم من قبل مجلس الولاية للمهندسين المعماريين. في كوينزلاند، يستخدم مصطلح تصميم المباني في التشريعات التي تمنح التراخيص للممارسين كجزء من نظام أوسع لترخيص صناعة البناء. في فيكتوريا هناك عملية تسجيل لمصممي المباني وفي دول أخرى لا يوجد حاليا أي تنظيم للمهنة. وتعمل جمعية مصممي المباني في كل ولاية لتمثيل مصالح مصممي المباني.

### مساح المباني (المملكة المتحدة)
المساح في مجال البناء هو ممارس عام من الناحية الفنية فيالمملكة المتحدة وأستراليا وأماكن أخرى، ويكون مدرب بشكل يشبه كثيرا تقنيي الهندسة المعمارية. في المملكة المتحدة، يتم تطبيق معرفة وخبرة مساح المبنى لمختلف المهام في أسواق العقارات والبناء، بما في ذلك تصميم المباني للمشاريع السكنية الصغيرة والخفيفة. هذا الجانب من الممارسة يشبه المهن الأوروبية الأخرى، وأبرزها الهندسة في إيطاليا، وأيضا الهندسة في فرنسا وبلجيكا وسويسرا. مساحي المباني قادرون أيضا على إنشاء فواتير الكميات للأعمال الجديدة وأعمال التجديد أو الصيانة أو إعادة التأهيل.
مهنة مساح المباني لا توجد في الولايات المتحدة. ويشير عنوان «المساح» تقريبا إلى المساحين العقاريين. المهندسون المعماريون ومصممو البناء ومصممو السكن ومديرو الإنشاءات ومفتشو المنازل يقومون ببعض أو كل الأعمال التي يقوم بها مساح البناء في المملكة المتحدة.